# Bromus unioloides
Bromus unioloides (cebadilla criolla)  es una gramínea cespitosa y perenne. Es endémica de Suramérica.

## Descripción
Gramínea anual o bianual de ciclo otoño-invierno-primaveral; alcanza de 1 a 12 dm de altura, con buena capacidad de macollaje. Su sistema radicular es homorrizo, profundo. Prefolia de manera convolutada, achatada, y macollos intravaginales. Follaje verdoso claro, láminas glabras, anchas, planas. Tiene vainas glabras o también pubescentes, de base blanquecina, sin aurículas, y lígula membranosa desarrollada, dentada.
Inflorescencia panoja laxa, piramidal, y ramas subpéndulas; las espiguillas con 3-12 flores, de 2-5 cm de largo, ovales lanceoladas. Las glumas son desiguales, lemma aquillada,  bidentada y corta arista entre dientes. Entre lemma y palea cubren  al cariopse. Antecios grandes.

## Distribución
Se distribuye por Venezuela, Brasil, Bolivia, Colombia, Ecuador, Perú, Argentina, Chile,  Paraguay y Uruguay.

### Sinonimia
| - Bromus angustatus Pilg. - Bromus brongniartii Kunth - Bromus catharticus var. catharticus Vahl - Bromus coloratus Steud. - Bromus haenkeanus (J.Presl) Kunth - Bromus matthewsii Steud. - Bromus preslii Kunth - Bromus schraderi Kunth | - Bromus strictus Brongn. - Bromus willdenowii Kunth - Ceratochloa cathartica (Vahl) Henrard - Ceratochloa cathartica (Vahl) Herter - Ceratochloa haenkeana J. Presl - Ceratochloa simplex Nees ex Steud. - Ceratochloa unioloides (Willd.) P.Beauv. - Festuca unioloides Willd. - Schedonorus unioloides (Kunth) Roem. & Schult. |

## Uso forrajero
Es una excelente especie para mezclas de gramíneas y leguminosas. Es de rápido rebrote, y muy buena multiplicación por lo que no se pierde fácilmente.

## Nombre común
- Triguillo, cebadilla australiana, cebadilla criolla